# Doanh nghiệp với Khách hàng
Doanh nghiệp với Khách hàng hay còn gọi là B2C (Business-to-Consumer) là hình thức thương mại điện tử giao dịch giữa công ty và người tiêu dùng (khách hàng). Đây còn gọi là dịch vụ bán lẻ trực tuyến của các công ty qua mạng Internet, thường được thực hiện qua thông qua các chương trình Tiếp thị liên kết.